# Scottish Division One 1958-1959
La Scottish Division One 1958-1959  è stata la 62ª edizione della massima serie del campionato scozzese di calcio, disputato tra il 20 agosto 1958 e il 21 aprile 1959 e concluso con la vittoria dei Rangers, al loro trentunesimo titolo.
Capocannoniere del torneo è stato Joe Baker (Hibernian) con 25 reti.

## Classifica finale
Fonte:
|  | Pos. | Squadra            | Pt | G  | V  | N  | P  | GF | GS  | QR    |
|  | ---- | ------------------ | -- | -- | -- | -- | -- | -- | --- | ----- |
|  | 1.   | Rangers            | 50 | 34 | 21 | 8  | 5  | 92 | 51  | 1,804 |
|  | 2.   | Hearts             | 48 | 34 | 21 | 6  | 7  | 92 | 51  | 1,804 |
|  | 3.   | Motherwell         | 44 | 34 | 18 | 8  | 8  | 83 | 50  | 1,660 |
|  | 4.   | Dundee             | 41 | 34 | 16 | 9  | 9  | 61 | 51  | 1,196 |
|  | 5.   | Airdrieonians      | 37 | 34 | 15 | 7  | 12 | 64 | 62  | 1,032 |
|  | 6.   | Celtic             | 36 | 34 | 14 | 8  | 12 | 70 | 53  | 1,321 |
|  | 7.   | St. Mirren         | 35 | 34 | 14 | 7  | 13 | 71 | 74  | 0,959 |
|  | 8.   | Kilmarnock         | 34 | 34 | 13 | 8  | 13 | 58 | 51  | 1,137 |
|  | 9.   | Partick Thistle    | 34 | 34 | 14 | 6  | 14 | 59 | 66  | 0,894 |
|  | 10.  | Hibernian          | 32 | 34 | 13 | 6  | 15 | 68 | 70  | 0,971 |
|  | 11.  | Third Lanark       | 32 | 34 | 11 | 10 | 13 | 74 | 83  | 0,892 |
|  | 12.  | Stirling Albion    | 30 | 34 | 11 | 8  | 15 | 54 | 64  | 0,844 |
|  | 13.  | Aberdeen           | 29 | 34 | 12 | 5  | 17 | 63 | 66  | 0,955 |
|  | 14.  | Raith Rovers       | 29 | 34 | 10 | 9  | 15 | 60 | 70  | 0,857 |
|  | 15.  | Clyde              | 28 | 34 | 12 | 4  | 18 | 62 | 66  | 0,939 |
|  | 16.  | Dunfermline        | 28 | 34 | 10 | 8  | 16 | 68 | 87  | 0,782 |
|  | 17.  | Falkirk            | 27 | 34 | 10 | 7  | 17 | 58 | 79  | 0,734 |
|  | 18.  | Queen of the South | 18 | 34 | 6  | 6  | 22 | 38 | 101 | 0,376 |

Legenda:
      Campione di Scozia e qualificata in Coppa dei Campioni 1959-1960.
      Retrocesso in Scottish Division Two 1959-1960.
Regolamento:
Due punti a vittoria, uno a pareggio, zero a sconfitta.
A parità di punti, le posizioni in classifica venivano determinate sulla base del quoziente reti.